# Liste der Biografien/Yaz
Liste der Biografien |
Portal Biografien |
Personensuche
# |
A |
B |
C |
D |
E |
F |
G |
H |
I |
J |
K |
L |
M |
N |
O |
P |
Q |
R |
S |
T |
U |
V |
W |
X |
Y |
Z |
?
 
Ya |
Yb |
Yc |
Yd |
Ye |
Yf |
Yg |
Yh |
Yi |
Yk |
Yl |
Ym |
Yn |
Yo |
Yp |
Yr |
Ys |
Yt |
Yu |
Yv |
Yw |
Yx |
Yz
 
Yaa |
Yab |
Yac |
Yad |
Yae |
Yaf |
Yag |
Yah |
Yai |
Yaj |
Yak |
Yal |
Yam |
Yan |
Yao |
Yap |
Yaq |
Yar |
Yas |
Yat |
Yau |
Yav |
Yaw |
Yax |
Yay |
Yaz
Die Liste der Biografien führt alle Personen auf, die in der deutschsprachigen Wikipedia einen Artikel haben. Dieses ist eine Teilliste mit 61 Einträgen von Personen, deren Namen mit den Buchstaben „Yaz“ beginnt.

## Yaz

### Yaza
- Yazaki, Hitoshi (* 1956), japanischer Filmregisseur
- Yazalde, Héctor (1946–1997), argentinischer FußballspielerHéctor Yazalde (1946–1997)

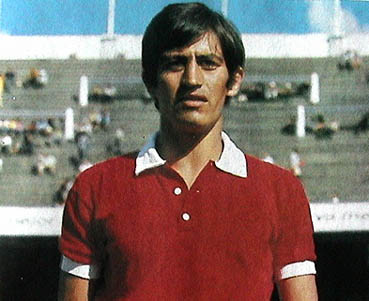
Héctor Yazalde (1946–1997)

- Yazar, Ceyhun (* 1992), türkischer Fußballspieler
- Yazar, Nur (* 1982), türkische Schauspielerin
- Yazar, Saffet Gurur (* 1987), türkischer Fußballspieler
- Yazawa, Ai (* 1967), japanische Manga-Zeichnerin
- Yazawa, Gengetsu (1886–1952), japanischer Maler der Nihonga-Richtung
- Yazawa, Nao, japanische Mangazeichnerin
- Yazawa, Tatsuya (* 1984), japanischer Fußballspieler
- Yazawa, Wataru (* 1991), japanischer Hürdenläufer

### Yazb
- Yazbeck, Aïda, libanesische Nonne im Tschad, Friedensaktivistin
- Yazbeck, Sean (* 1973), britischer Unternehmer
- Yazbek, Samar (* 1970), syrische Autorin

### Yazd
- Yazdanbakhsh, Maria (* 1959), niederländische Immunologin und Parasitologin
- Yazdani, Ali, US-amerikanischer Physiker
- Yazdani, Hassan (* 1994), iranischer Ringer und Olympiasieger
- Yazdani, Ramin (* 1952), deutscher Schauspieler und TheaterregisseurRamin Yazdani (* 1952)

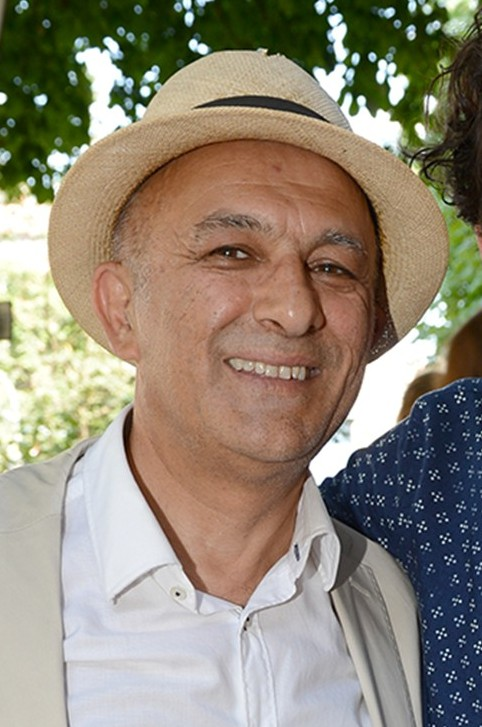
Ramin Yazdani (* 1952)

- Yazdani, Reza (* 1984), iranischer Ringer
- Yazdani, Saleh (* 1997), deutsch-iranischer Akrobat und Äquilibrist
- Yazdani, Siavash (* 1992), iranischer Fußballspieler
- Yazdani, Somayeh (* 1990), iranische Radrennfahrerin
- Yazdegerd I., Großkönig des Sassanidenreichs (399–420/421)
- Yazdegerd II. († 457), Großkönig des Sassanidenreichs (439–457)
- Yazdegerd III. († 651), Großkönig des Sassanidenreichs (632–651)
- Yazdi, Ebrahim (1931–2017), iranischer Politiker
- Yazdi, Mehdi Hairi (1923–1999), iranischer Religionsgelehrter
- Yazdi, Mesbah (1934–2021), iranischer Ajatollah und Politiker
- Yazdi, Muhammad Baqir, persischer Mathematiker
- Yazdin, Finanzbeamter im spätantiken Sassanidenreich
- Yazdjian, Haig (* 1959), armenischstämmiger Oudespieler, Komponist und Sänger

### Yazg
- Yazgan, Billur (* 1985), türkische Schauspielerin
- Yazgan, Ferhat (* 1992), deutsch-türkischer Fußballspieler
- Yazğılı, Uğurcan (* 1999), türkischer Fußballspieler

### Yazi
- Yazıcı, Ercan (* 1994), türkischer Fußballspieler
- Yazıcı, Hamza (* 1992), türkischer Schauspieler
- Yazıcı, Hayati (* 1952), türkischer Jurist, Politiker und Staatsminister
- Yazıcı, Hüseyin (1939–1989), türkischer Fußballspieler
- Yazıcı, İbrahim (1948–2013), türkischer Geschäftsmann, Politiker und Sportfunktionär
- Yazıcı, İpek Filiz (* 2001), türkische Schauspielerin
- Yazıcı, Oğuzhan (* 1977), deutscher Politiker (CDU)
- Yazıcı, Tahsin (1892–1970), türkischer General und Politiker
- Yazıcı, Yasemin (* 1997), türkische Schauspielerin
- Yazıcı, Yusuf (* 1997), türkischer FußballspielerYusuf Yazıcı (* 1997)

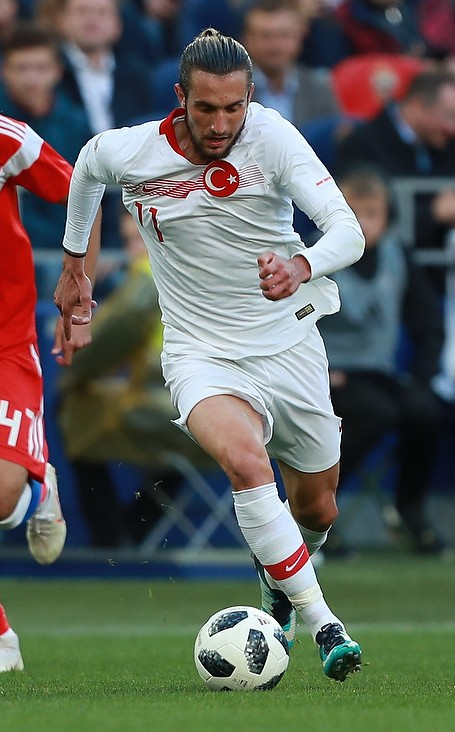
Yusuf Yazıcı (* 1997)

- Yazıcıoğlu, Cengiz (* 1953), türkischer Fußballspieler
- Yazıcıoğlu, Mert (* 1993), türkischer Schauspieler
- Yazıcıoğlu, Muhsin (1954–2009), türkischer Abgeordneter und Vorsitzender der nationalistisch-islamistischen Partei der Großen Einheit (BBP)
- Yazıcıoğlu, Mustafa Sait (* 1949), türkischer Politiker und islamischer Theologe
- Yazıcıoğlu, Ümit (* 1958), deutsch-türkischer Autor
- Yazid (1750–1792), Sultan von Marokko
- Yazid I. (644–683), zweiter Kalif der Umayyaden (680–683)Yazid I. (644–683)

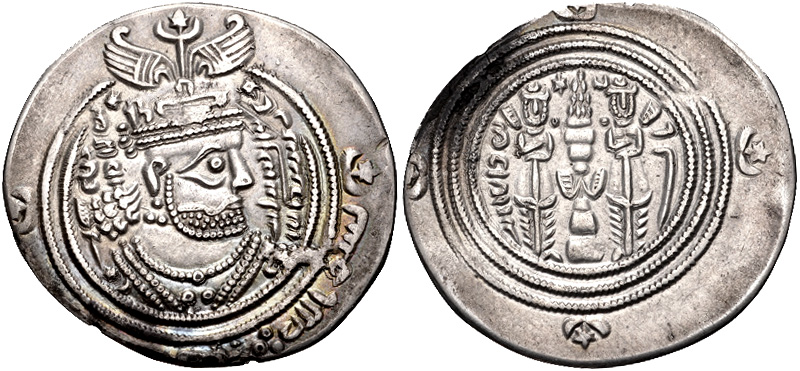
Yazid I. (644–683)

- Yazīd ibn al-Muhallab (673–720), arabischer Militärführer
- Yazīd ibn Hārūn (736–821), irakischer Koranexeget und Traditionarier
- Yazid II. (687–724), neunter Kalif der Umayyaden
- Yazid III. (701–744), Kalif der Umayyaden
- Yazid, Aizil (* 2004), singapurischer Fußballspieler
- Yazid, Aqil (* 2004), singapurischer Fußballspieler
- Yazigi, Ibrahim al- (1847–1906), libanesischer Philologe, Dichter und Journalist

### Yazj
- Yazji, Liwaa (* 1977), syrische Schriftstellerin, Dramaturgin, Filmemacherin

### Yazu
- Yazuri, al- († 1058), Wesir der Fatimiden (1050–1058)

### Yazz
- Yazz (* 1960), britische Sängerin, Keyboarderin und Songwriterin
- Yazzus, Techno-DJ und Musikproduzentin